# Соботка, Владимир
Вла́димир Собо́тка (чеш. Vladimír Sobotka; род. 2 июля 1987[…], Тршебич, Южноморавский край[…]) — чешский хоккеист, центральный нападающий клуба чешской Экстралиги «Спарта».

## Карьера

### Клубная
Владимир Соботка начал играть в хоккей в своём родном городе Тршебич. В 14 лет дебютировал в юниорской Экстралиге (до 18 лет) за команду «Горацка Славия» Тршебич. В 2002 году перешёл в пражскую «Славию». В составе «Славии» выиграл золото чемпионата Чехии 2004 года для игроков не старше 18 лет, став при этом лучшим бомбардиром плей-офф (19 очков: 7 шайб и 12 передач в 7 матчах). В том же году, будучи 17-летним, завоевал бронзовую медаль юниорского чемпионата мира. В сезоне 2004/05 провёл 18 матчей за основную команду «Славии» в чешской Экстралиге. На драфте НХЛ 2005 года был выбран в 4-м раунде под общим 106-м номером клубом «Бостон Брюинз». В 2006 году стал серебряным призёром чешского чемпионата. После окончания сезона 2006/07 уехал в Северную Америку. С 2007 по 2010 год играл в НХЛ за «Бостон». Летом 2010 года подписал контракт с «Сент-Луис Блюз», за который выступал до 2014 года. 10 июля 2014 года перешёл в омский «Авангард». В КХЛ Соботка провёл 3 года, после чего снова вернулся в «Сент-Луис». В 2018 году вместе с Патриком Берглундом и Тэйджем Томпсоном был обменян на Райана О'Райли в «Баффало Сейбрз». 8 ноября 2019 года в матче с «Тампой» получил тяжелую травму правого колена после фола Никиты Кучерова. За этот неоправданно грубый фол Кучеров был подвергнут сильной критике со стороны северо-американских СМИ, также удивление вызвал факт, что лига не дисквалифицировала его. Соботка был вынужден пропустить остаток сезона, после которого у него заканчивался срок контракта. Не получив предложений от клубов НХЛ, он принял решение вернуться в Европу. После месяца игры в Швейцарии за клуб «Рапперсвиль-Йона Лейкерс», Соботка подписал контракт на один месяц с пражской «Спартой». По его истечении, стороны продлили соглашение до конца сезона. В составе «Спарты» он стал бронзовым призёром чемпионата Чехии 2021 года. После окончания сезона Соботка подписал новый 3-летний контракт со «Спартой».

### Сборная Чехии
В составе сборной Чехии Соботка принимал участие на Кубке мира 2016 года, а также на 3-х чемпионатах мира: 2014, 2015 и 2017 годов. На чемпионатах мира 2014 года в Минске и 2015 года в Праге, чешская сборная занимала 4 место, остановившись в шаге от медалей. Всего за сборную Соботка провёл 41 матч, набрал 18 очков (9 шайб + 9 передач).

## Личная жизнь
Живет вместе с Николь Новотной, дочерью бывшего чешского футболиста Иржи Новотны. У них две дочери: София Изабелла (род. 27.07.2016 г.) и Виктория (род. весной 2018 г.). 25 июля 2021 года состоялась свадьба Владимира Соботки и Николь Новотной.
Старший брат Лукаш Соботка также хоккеист, игравший в низших чешских лигах.

## Достижения
- Бронзовый призёр юниорского чемпионата мира — 2004
- Серебряный призер чемпионата Чехии — 2006
- Участник матча звёзд КХЛ — 2016
- Бронзовый призер чемпионата Чехии — 2021

## Статистика
| Легенда | Легенда                    | Легенда | Легенда                   | Легенда | Легенда    |
| ------- | -------------------------- | ------- | ------------------------- | ------- | ---------- |
| И       | Количество проведённых игр | Штр     | Штрафное время            | +/−     | Плюс-минус |
| Г       | Голы                       | П       | Голевые передачи          | О       | Очки       |
| -       | Статистика неизвестна      | —       | Статистика не учитывалась |         |            |